# Cynoscionicola
Cynoscionicola är ett släkte av plattmaskar. Cynoscionicola ingår i familjen Heteraxinidae.
Kladogram enligt Catalogue of Life:
| Cynoscionicola | \| \| Cynoscionicola heterocantha \| \| \| \| \| \| Cynoscionicola pseudoheteracantha \| \| \| \| |
|                | \| \| Cynoscionicola heterocantha \| \| \| \| \| \| Cynoscionicola pseudoheteracantha \| \| \| \| |
|                | Allencotyla                                                                                       |
|                |                                                                                                   |
|                | Helixaxine                                                                                        |
|                |                                                                                                   |
|                | Heteraxinoides                                                                                    |
|                |                                                                                                   |
|                | Leuresthicola                                                                                     |
|                |                                                                                                   |
|                | Lintaxine                                                                                         |
|                |                                                                                                   |
|                | Pseudochauhanea                                                                                   |
|                |                                                                                                   |
|                | Zeuxapta                                                                                          |
|                |                                                                                                   |
|                | Cynoscionicola heterocantha                                                                       |
|                |                                                                                                   |
|                | Cynoscionicola pseudoheteracantha                                                                 |
|                |                                                                                                   |

|  | Cynoscionicola heterocantha       |
|  |                                   |
|  | Cynoscionicola pseudoheteracantha |
|  |                                   |